# Aedes muelleri
Aedes muelleri é um espécie de mosquito do Género Aedes, pertencente à família Culicidae.